# Parafia św. Gertrudy w Darłowie
Parafia pw. św. Gertrudy w Darłowie – parafia rzymskokatolicka należąca do dekanatu Darłowo, diecezji koszalińsko-kołobrzeskiej, metropolii szczecińsko-kamieńskiej. Została utworzona 26 lipca 1990 roku. Jest obsługiwana przez księży diecezjalnych. Siedziba parafii mieści się w Darłowie przy ulicy św. Gertrudy.

## Miejsca święte

### Kościół parafialny
Kościół pw. św. Gertrudy w Darłowie
Kościół parafialny pochodzi z XV wieku, wybudowany z cegły w stylu skandynawskiego gotyku.

### Kościoły filialne i kaplice
- Kaplica w Domu Hospicyjno-Opiekuńczym w Darłowie
- Kościół pw. św. Stanisława Kostki w Cisowiu